# Карлос Лукас
Карлос Лукас (ісп. Carlos Lucas, 4 червня 1930, Вільяррика — 19 квітня 2022, там само) — чилійський боксер, призер Олімпійських ігор.

## Аматорська кар'єра
На Олімпійських іграх 1956 Карлос Лукас завоював бронзову медаль.
- У чвертьфіналі переміг Анджея Войцеховського (Польща)
- У півфіналі програв Георге Негря (Румунія)

На Панамериканських іграх 1959 року Карлос Лукас теж завоював бронзову медаль.
На Олімпійських іграх 1960 Карлос Лукас змагався у середній вазі і переміг в першому бою Родольфо Лоса (Аргентина), а у 1/8 фіналу програв нокаутом Євгену Феофанову (СРСР).